# Девять драконов (картина)
Девять драконов (кит. трад. 陳容) — это ручной свиток китайского художника Чэнь Жуна, созданный в 1244 году. Изображая драконов, парящих среди облаков, туманов, водоворотов, скалистых гор и огня, картина отсылает к динамическим силам природы в даосизме и жидкой, похожей на воду сущности Дао. Изображенные драконы ассоциируются с девятью сыновьями Короля Драконов, в то время как само число девять считается благоприятным в китайской астрологии и народных верованиях.
Свободные участки картины забрызганы каплями чернил, либо брошенными, либо выдуваемыми на поверхность в манере, похожей на живопись в движении. Это сознательное воспоминание о дожде и, возможно, даже ритуал вызова дождя художником. Строки 32 и 33 стихотворной надписи Чэнь Жуна описывают, как его драконы могли производить или производили дождь.

В мире люди жаждали длительных дождей.
Соуэн [то есть я] изобразил Девять Драконов.— The Zoomorphic Imagination in Chinese Art and Culture, Chapter 7. — стр. 267

## Провенанс
В XVII веке свиток находился в собственности Гэн Цзинчжуна (1640-1686), сына принца Гэн Цзимао и придворного императора Шуньчжи. Император Цяньлун (1711-1799) передал его императору Цзяцину (1760-1820), и, возможно, он был подарен одному из более поздних императоров династии Цин, великому князю Гуну (1833-1898). Впоследствии он принадлежал арт-дилеру из Нью-Йорка Сададзиро Яманака, который в 1898 году продал картину Музею Изящных Искусств в Бостоне за 25 тысяч долларов.

## Элементы картины

### Печать Гэн Цзинчжуна
Эту печать сделал выдающийся ученый и коллекционер ранней династии Цин Гэн Цзинчжун, который владел этим произведением и также наложил свои печати на другие части свитка, в основном на швы между различными листами бумаги и шелковыми панелями  колофонов. На данной печати записано:
- 渤海主人珍藏 (Сохраненное сокровище Мастера Бохая).Печать Гэн Цзинчжуна

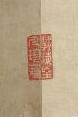
Печать Гэн Цзинчжуна

### Печати Цин Цяньлуня
Четыре печати на правом краю картины, а также большая квадратная печать слева от надписи — это императорские печати династии Цин времен правления императора Цяньлуна. Большинство печатей, найденных на свитке, принадлежат императору, который также сделал надпись непосредственно на картине.
- верхняя печать, квадратный рельеф: 石渠 寶笈 (Сокровищница библиотеки Каменного желоба, т.е. каталог картин и каллиграфии в императорской коллекции Цин)
- вторая печать сверху, овальный рельеф: 御書房鑑藏寶 (Сокровище из императорской библиотеки)
- третья печать сверху, прямоугольный рельеф: 三 希堂精鹽型 (Императорская печать осмотра Зала три Раритеты)
- нижняя печать, квадратная глубокая печать: 宜子孫 (Для процветания потомков)
- большая квадратная рельефная печать с левой стороны Надпись: 乾隆御覽之寶 (Сокровище, проверенное во время правления императора Цяньлуня)

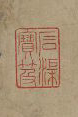
Первая печать
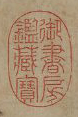
Вторая печать
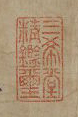
Третья печать
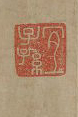
Четвертая печать
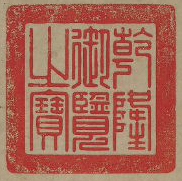
Пятая печать

### Каллиграфия Чэнь Жуна
Художник Чэнь Жун поместил свою подпись в начале свитка, а вторую, более длинную, можно найти в самом конце свитка. Первая каллиграфия гласит:
- 九龍圖 作於甲辰之春, 此畫復歸於甥館仙李之 家, 神物固有所属耶 (Свиток «Девять драконов» написан весной года Цзячэнь (1244 г.), и впоследствии вернулся во владение дома Сянь Ли. Вещи, вдохновленные Богом, находят свое назначенное место)

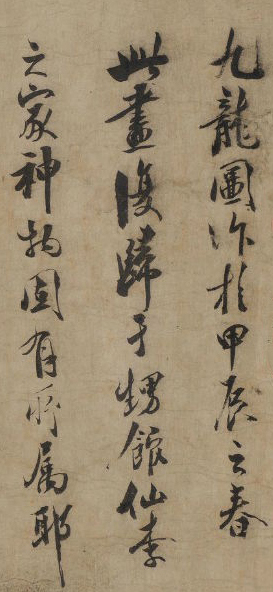
Каллиграфия автора

Вторую каллиграфию Чень Жун написал, вдохновленный своей собственной картиной. В ней он ссылается на различные легенды о драконах, а так описывает процесс создания картины. Подпись под стихотворением содержит его печать:
- Соуэн 所翁 - это прозвище Чэнь Жуна.

В первой строке приводится история о герцоге Е из государства Чу, который любил драконов и поэтому в его залах были вырезаны изображения драконов. Когда настоящий дракон прилетел взглянуть на рисунки, герцог испугался и убежал, показав, что его любовь к драконам была лишь поверхностной. Во второй строке стихотворения Чэнь Жун рассказывает о картине с четырьмя драконами на стене храма, на которой художник оставил зрачки глаз, потому что иначе драконы улетят. Люди не поверили в это и попросили художника дорисовать зрачки. Художник сделал это для двух драконов, которые действительно улетели, а два оставшихся дракона без зрачков остались на стене. Лю Дунвэй, упомянутый в четвертой строке, был известным художником  драконов, который усомнился в совете, данном ему заезжей парой о различиях между самками и самцами драконов. В итоге пара превратилась в драконов и взмыла в небо. Пятая строка относится к художнику VIII века У Даоцзы. В остальной части текста присутствуют ссылки на легенды о драконах, намеки на процесс рисования Чэнь Жуном и характеристика драконов, изображенных на свитке.

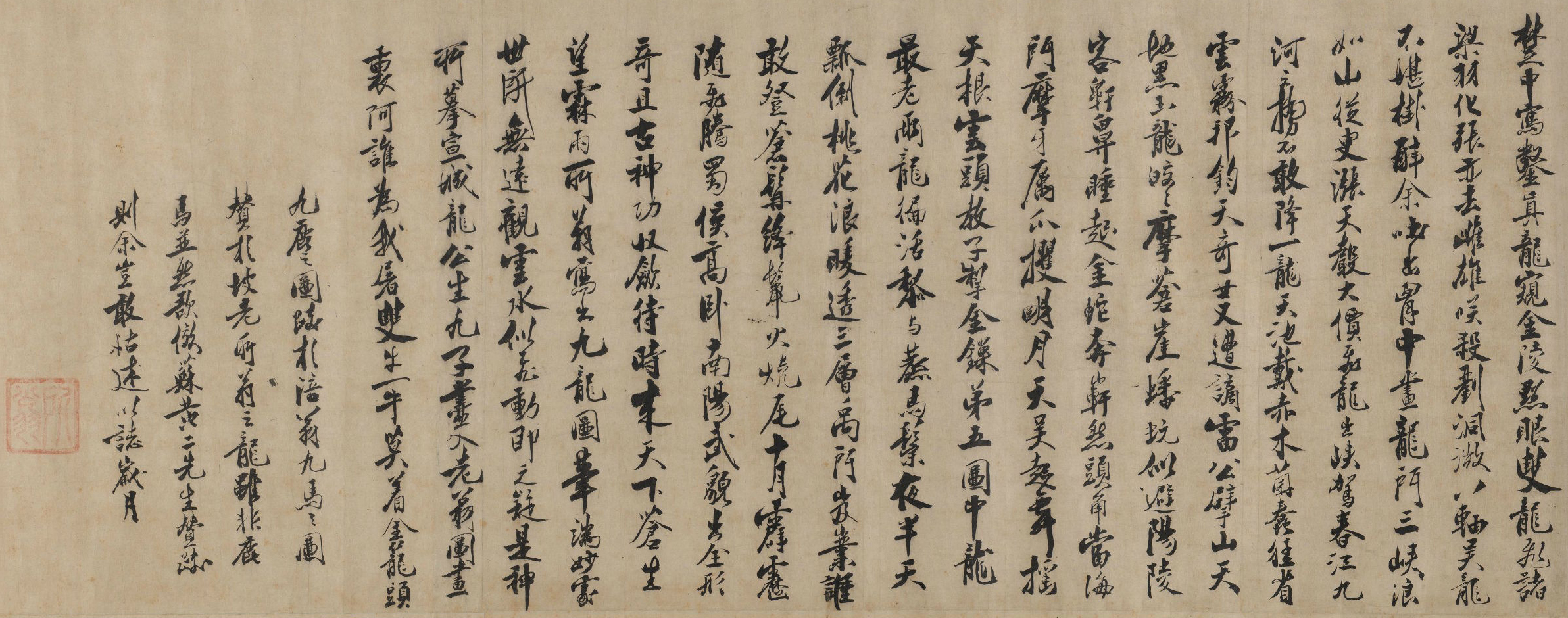
Вторая каллиграфия автора

### Печать Цин Цзяцина
Печать является круглой императорской печатью династии Цин времен правления императора Цзяцина. На печати выгравировано:
- 嘉慶御覽 (Сокровище для императорского надзора императора Цзяцина)

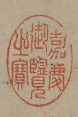
Печать Цзяцина

### Каллиграфия Цин Цяньлуня
Данный текст был написан императором Цяньлуном на свитке. В нем он выражает похвалу художнику Чэнь Жуну, вызвавшему восхищение своим искусством. Император распорядился сделать копию этого свитка, которая получилась настолько идеальной, что он решил добавить свою собственную каллиграфию на оригинал. Надпись сопровождается четырьмя печатями, включая титул правящего Цяньлуня.

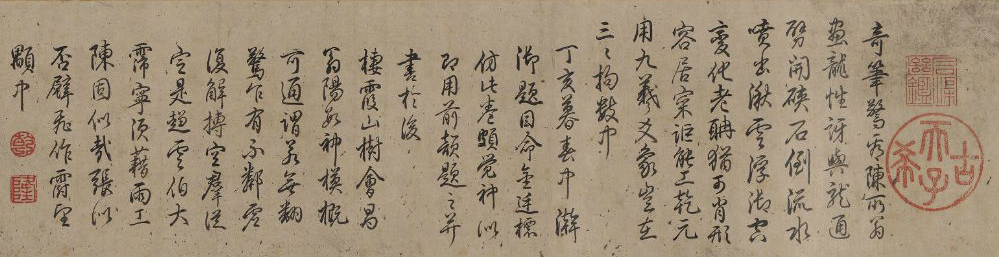
Каллиграфия императора с печатями

### Печати Цин Цяньлуня
Еще несколько печатей, отпечатанные императором Цяньлуном:
- 八徵耄念之寶 (Сокровище старика, которому нужно запомнить восемь свидетельств)
- 太上皇帝之变 (Сокровище Высочайшего Императора)

- 五福五代堂古希 天子竞 (Пять счастий, пять поколений, в древнем храме, где соперничают цари).

- 乾隆鑑賞(Оценка двора императора Цяньлуна).

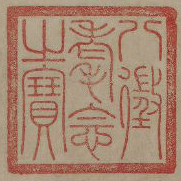
Первая печать
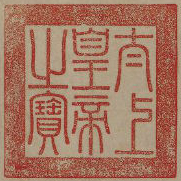
Вторая печать
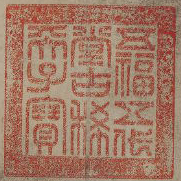
Третья печать
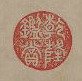
Четвертая печать

### Колофон Дун Сысуэ
Этот колофон был написан Дун Сысуэ (псевдоним Дун Сиго), современником Чэнь Жуна. Дун Сиго был чиновником династии Сун, который скрывался среди даосских священников во время падения империи.
- 辛酉所翁在九松斑衣園中廹晩作雙劍圖遺東山韓, 忻妙絶之甚. 大徳丙午玉田酒邊獲覩此卷, 豈遜當時遺韓之筆. 老君山人董思學書 (В год Синьюй (1261 г.) в саду девяти полосатых сосен, поздно вечером Суовэн создал рисунок двух мечей и оставил его в подарок Ханю из Дуншаня, восхищенного его красотой. На десятом году правления Даде (1306 г.) рядом с виноградником Ютянь, обнаружили этот свиток. Каким же талантом обладал Хань в то время! Написанно старым благородным горцем Дун Сысуэ)

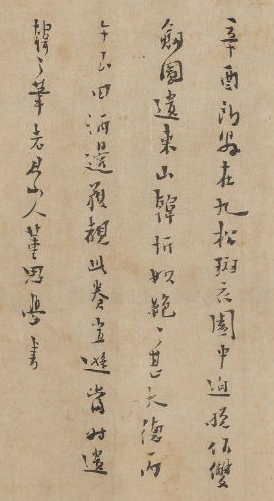
Каллиграфия Дун Сысуэ

### Четыре печати после колофона
- Две печати на швах между бумагой и шелковой панелью принадлежат коллекционеру ранней династии Цин Гэн Цзинчжуну гласят 渤海主人珍藏 (Сохраненное сокровище Мастера Бохая).

- Большая квадратная печать, нанесенная на бумагу гласит 都尉耿信公書畫之章 (Каллиграфии и картины, находящихся во владении генерала Гэн Синя).

- Квадратная печать на шелковой панели была нанесена великим князем Гуном из поздней династии Цин, которому также принадлежала картина: 恭親王章 (Печать принца Гуна).

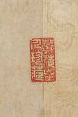
Первая печать
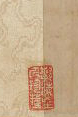
Вторая печать
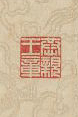
Третья печать
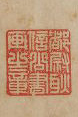
Четвертая печать

### Колофон Чжан Шичэна
Этот колофон был написан Чжан Шичэном (1321–1367) и датируется 1331 годом. Чжан Шичэн был тридцать девятым Небесным мастером Школы Истинного Единства и известен своими картинами с драконами, а также каллиграфией. Драконья картина его отца Чжан Юцая, тридцать восьмого Небесного Мастера, под названием «Благотворный дождь», хранящаяся в коллекции Метрополитен-музея в Нью-Йорке, возможно, была вдохновлена свитком Чэнь Жуна. Этот текст описывает символические образы, представляющие жизненные изменения, трансформацию и духовную глубину. Через метафоры он показывает природную живость жизни и предвещает явление вызовов и изменений, призывая сохранить внутреннюю духовную ценность.
За колофоном следуют две печати с надписями:
- 三十九代天師 (Тридцать девятый небесный мастер)

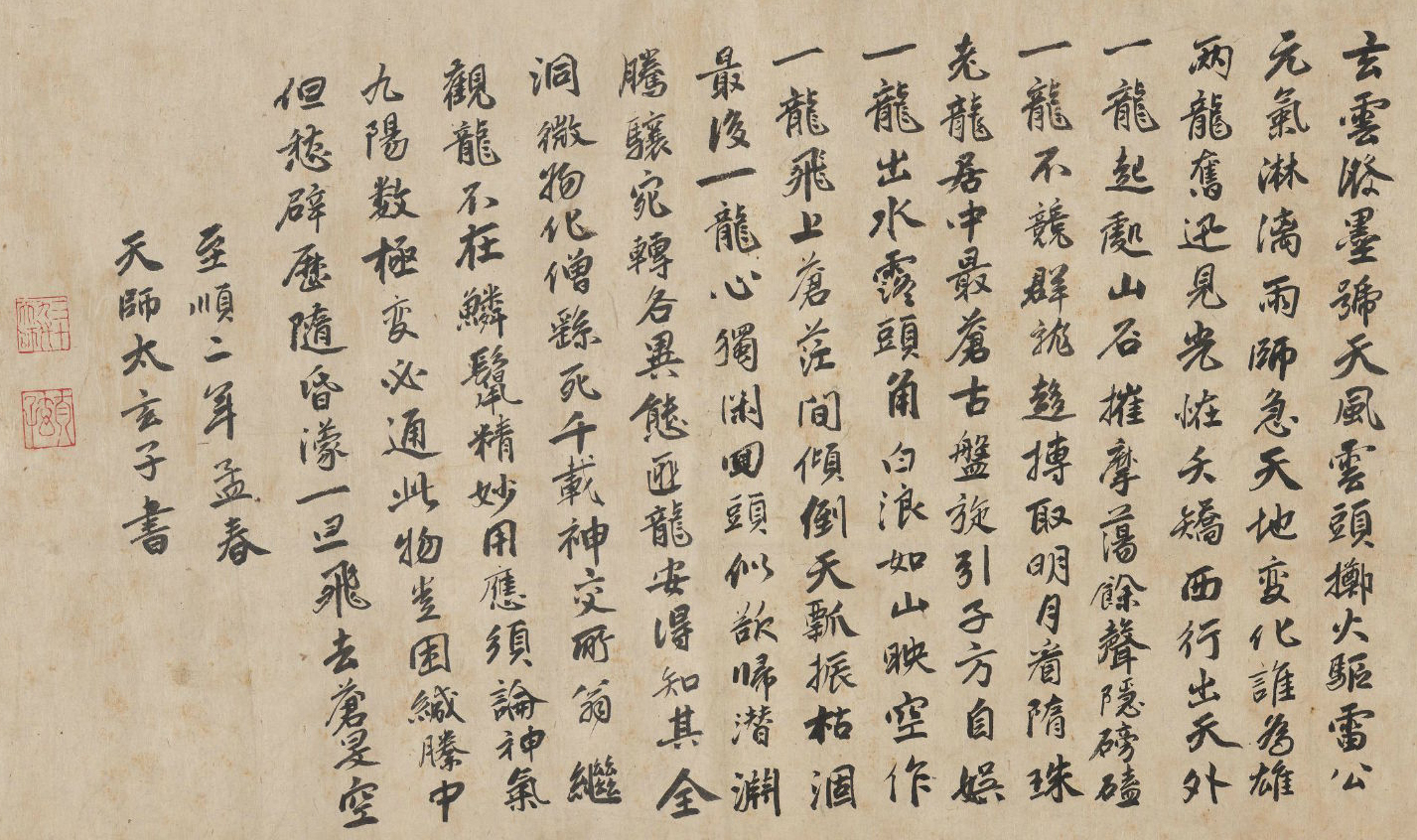
Каллиграфия Чжан Шичэна

- 太玄子 (Старший сын Неба)

### Колофон У Цюаньцзе
Эти строчки были записаны даосским священником У Цюаньцзе (1269–1346). Этот текст гласит:
- 雷雨天垂垂, 電火飛墨水, 解衣盤礴初, 神物聽麾指 雪繭起風雲, 瞬息幾萬里 用九賛乾元, 猶龍師老子 閑閑道人吴全莭書 (Гром и молнии свисают во время грозы, искры летят словно чернильные капли, срывает покров, и начинается гроза, духи выслушивают указания. Снежная шелковица взмывает в небеса, мгновенно преодолевая тысячи ли, используя девять похвал Гань Юань, словно старый дракон и старший Лао Цзы)

Далее следуют пять печатей. Они читаются сверху вниз:
- 全節 (Полное соответствие)
- 治世言 (Мудрые слова о управлении)
- 河西武子 (Псевдоним У)
- 饒國世家 (Почетное имя, которое император дал родителям У)
- 渤海主人珍藏 (Сохраненное сокровище Мастера Бохая)

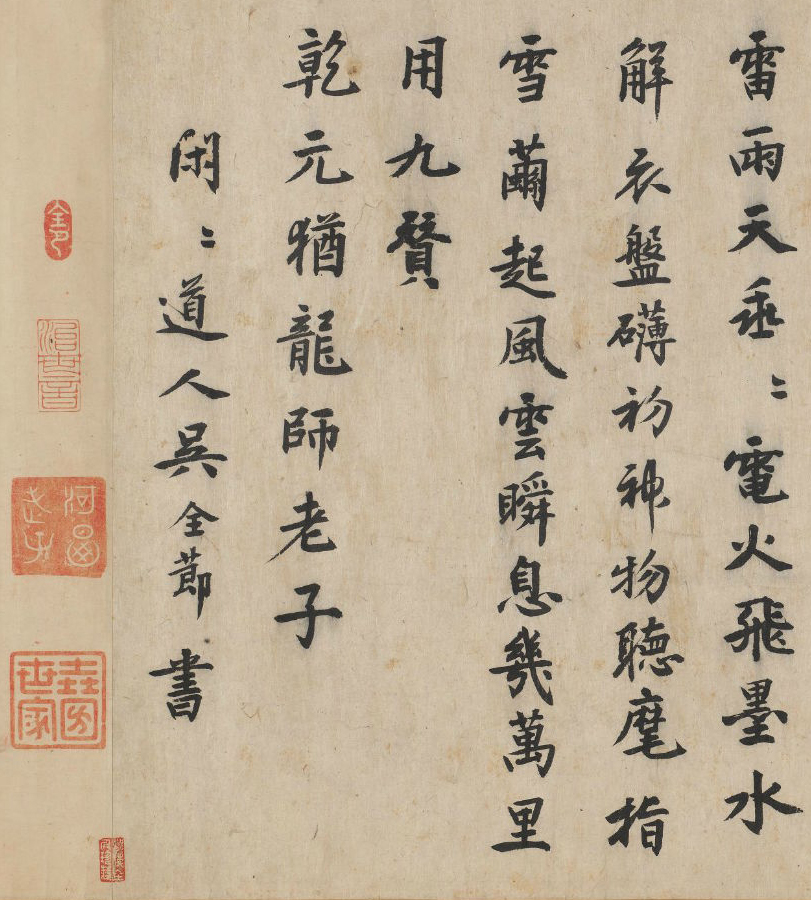

### Колофон Оуян Сюаня
Это стихотворение было написано официальным каллиграфом династии Юань Оуян Сюанем (1273–1357) и сопровождается печатью, на которой написано:
- 圭齋書印 (Печать писца Гуй Чжая, псевдоним Оуян Сюаня)

Сама каллиграфия гласит:
- 乾陽六爻陽為實, 其名六龍象龍質 維乾用九神變化, 後世遂稱九龍出 湖南馬氏踵其訛, 八龍繞柱身當一 如何括蒼大手筆, 亦復畫此風雷室 歐陽玄 (Шесть драконов Ян, являющихся сущностью Ян, названы Шестью Драконами. Великий Ян использует девять божественных превращений, и впоследствии их называют Девятью Драконами. Возникло недоразумение в работе семьи Ма из Хунаня, и восемь драконов обернулись вокруг столба, став одним. Каким же великим штрихом было создано это произведение, которое изображает ветер и гром? Оуян Сюань)

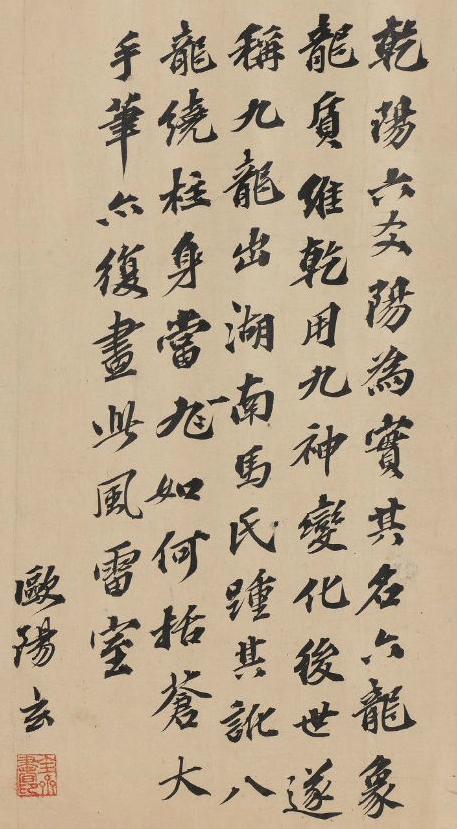
Каллиграфия Оуян Сюаня

### Колофон Чжан Чжуна
Эти строки были написано Чжан Чжуном (1287-1368), высокопоставленным ученым-чиновником династии Юань. Каллиграфия гласит:
- 羽人示我九龍圖, 知是雷電堂中物 榑桑蠒紙三十尺, 一一蜿蜒寫竒崛 劃翻斷峡據石崖, 欻駕奔濤卷溟渤 控搏驪珠爭照耀, 簸蕩蜃雲相出 没引子雙飛凌太, 隂垂獨下蟠幽窟 壯哉筆跡窮變化, 無乃從前識真骨 我生所見世少如, 此畫通靈那敢忽 自非羽人能制龍, 誰能藏之筐箧中 不然霹靂下穿壁, 蹴踏白日隨飄風 髙堂畫開走百怪, 熟視但覺烟霏濛 僧繇不作董羽死, 晩有若人堪比工 起須為雨被九土, 嗟爾意氣何其雄 丈夫事業正如此, 一出要埽庸奴空 安能屑屑弄丹粉, 漫費精神圖草蟲 晉寧張翥 (Бессмертный показал мне картину с девятью драконами из Павильона Грома и Молний. Бумага была длиной в тридцать чи. Каждый дракон был странным и извилистым, летал над ущельями и обрывами, поглощая беспокойные волны глубокого моря. Они хватали жемчужину Ли, отражая ее блеск, и создавали водяные смерчи в своих переплетающихся движениях. Один из драконов летел к Луне со своим сыном, а потом возвращался в Пещеру Банью с опущенной головой. Мазки на картине были прекрасными, с бесконечными превращениями, раскрывающими истинную сущность. Мало кто может представить то, что я видел в своей жизни. Я не мог быть небрежным, потому что эта картина была связана со духом. Чэнь Жун умел управлять драконами. Даже если бы он не был бессмертным, никто не смог бы спрятать их в своей коллекции. Гром проникал бы сквозь стены, ступал с ярким солнцем и уносился с ветром. Когда была открыта книга Гао Тана, сотни монстров вырвались, и после внимательного рассмотрения ощущался туман и дождь. Сенгю не нравился Дунг Ю, и в поздние годы никто не мог бы сравниться с ним. В начале он вызвал дождь, чтобы покрыть Цзюту. О, какое великолепное чувство долга у него было! Этот дух именно то, что должно быть у людей в их работе. Когда он появляется, он сметает глупость. Люди не должны постоянно играть с цветами и тратить энергию на рисование травы и насекомых. Чжан Ю из провинции Цзиннин (провинция Юньнань).

В конце подписи он припечатал две печати с надписями:
- 聽風雨齋 (Павильон для созерцания слушания ветра и дождя)

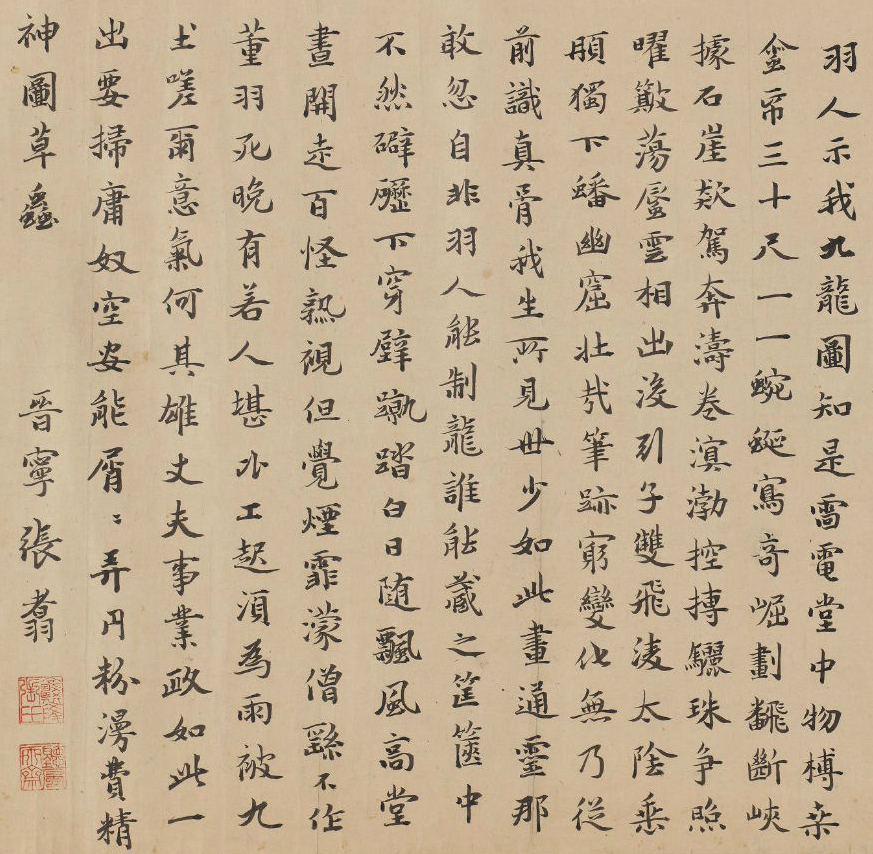
Каллиграфия Чжан Чжуна

- 襄陵張氏 (Мастер Чжан из Сяньлиня)

### Колофон Ван Бойи
Эта каллиграфия была нанесена Ван Бойи (вторая половина XIV века). Сама каллиграфия гласит:
- 龍本神物, 其體純陽, 故變化不測. 畫者取乾元用九之義, 以陽之極數出神物以駭耳. 目其變化隠顯飛龍在天莫之敢窺 真神妙用夐, 出物外忽使破壁躍水, 亦固有之. 伯易觀於洪武庚申十月也. 江寧王伯易 (Изначально дракон был духовным существом, его тело было чистым Ян, поэтому его превращения были безграничными. Художнику пришлось использовать значение Книги Перемен и самую высокую точку Ян, чтобы создать духовное существо, чтобы пугать все сущее. Из-за появления и исчезновения его превращений никто не смел смотреть, когда летающие драконы были на небе. Какое замечательное средство было использовано для этих истинных духов! Это выходит за рамки воображения. Не позволяйте им прорваться через стену и уйти в воду; иногда это случается. Бойи увидел этот свиток в десятом месяце года Геншен во время правления Хунъу (1380 год). Ван Бойи из Цзяннина (провинция Цзянсу)

- В конце колофона  Бойи Ван поставил две печати:
- \伯易 (Бойи)
- 乾青坎坤无離 (Небо, энергия, вода, земля, пустота, огонь)

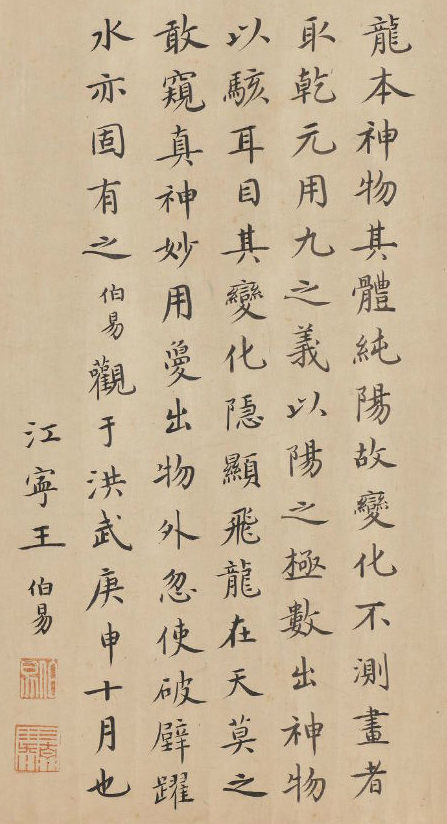

### Финальные восемь колофонов эпохи Цин
Восемь колофонов, оставшихся на свитке являются короткими стихами, написанными высокопоставленными чиновниками при дворе императора Цяньлуня. Каждый короткий колофон сопровождается двумя печатями, принадлежащими соответствующему автору. Чиновники, в порядке их каллиграфий:
- Инь Цзишань (1696-1771), получил звание Великого секретаря в 1764 году.
- Лю Тунсюнь (1700-1773), был канцлером академии Ханьлинь и участвовал в составлении каталога Императорской библиотеки.
- Ю Минжун (1714-1780), был важным составителем в академии Ханьлинь. Был очень близок к императору.
- Дун Банда (1699-1769), был заместителем канцлера Великого секретаря, президентом Правления церемоний и также известным художником.
- Цю Юэсяо (1712-1773), был надзирателем по борьбе с наводнениями в восточной провинции Хэнань.
- Ван Цзихуа (ок. 1720-1776), был министром доходов и генералом в Государственном историографическом управлении.
- Цянь Вэйчэн (1720-1772), был составителем в академии Ханьлинь.
- Чэнь Сяоён (1715-1779), критик и каллиграф, который участвовал в составлении каталога бронзовых изделий императорской коллекции под названием «Зеркало старины западного Цин»

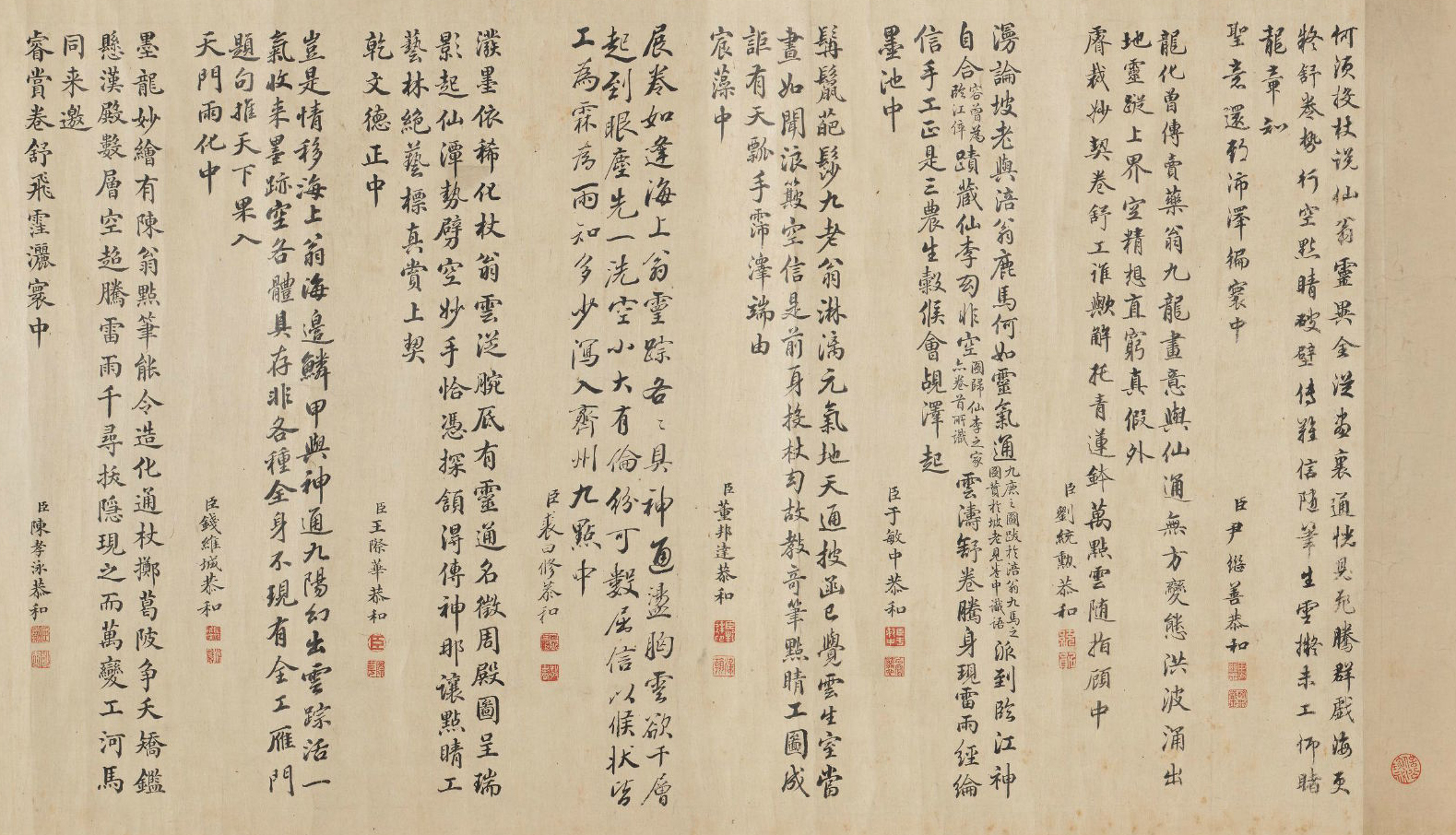
Финальные восемь колофонов